# Unitats de mesura de l'antic Egipte
Les  unitats de mesura de l'antic Egipte  es van utilitzar, almenys, des de les primeres dinasties. N'hi havia de longitud, superfície, volum, pes i temps. S'han trobat molts documents de comptabilitat a papir, ja que els escribes tenien com a tasca comptabilitzar la collita, censar bestiar, acarar el nivell màxim anual del riu Nil (per al càlcul dels impostos) i registrar les àrea es de les superfícies de les parcel·les, per poder restaurar els límits i demarcar les terres agrícoles que la inundació del Nil desdibuixava cada any.

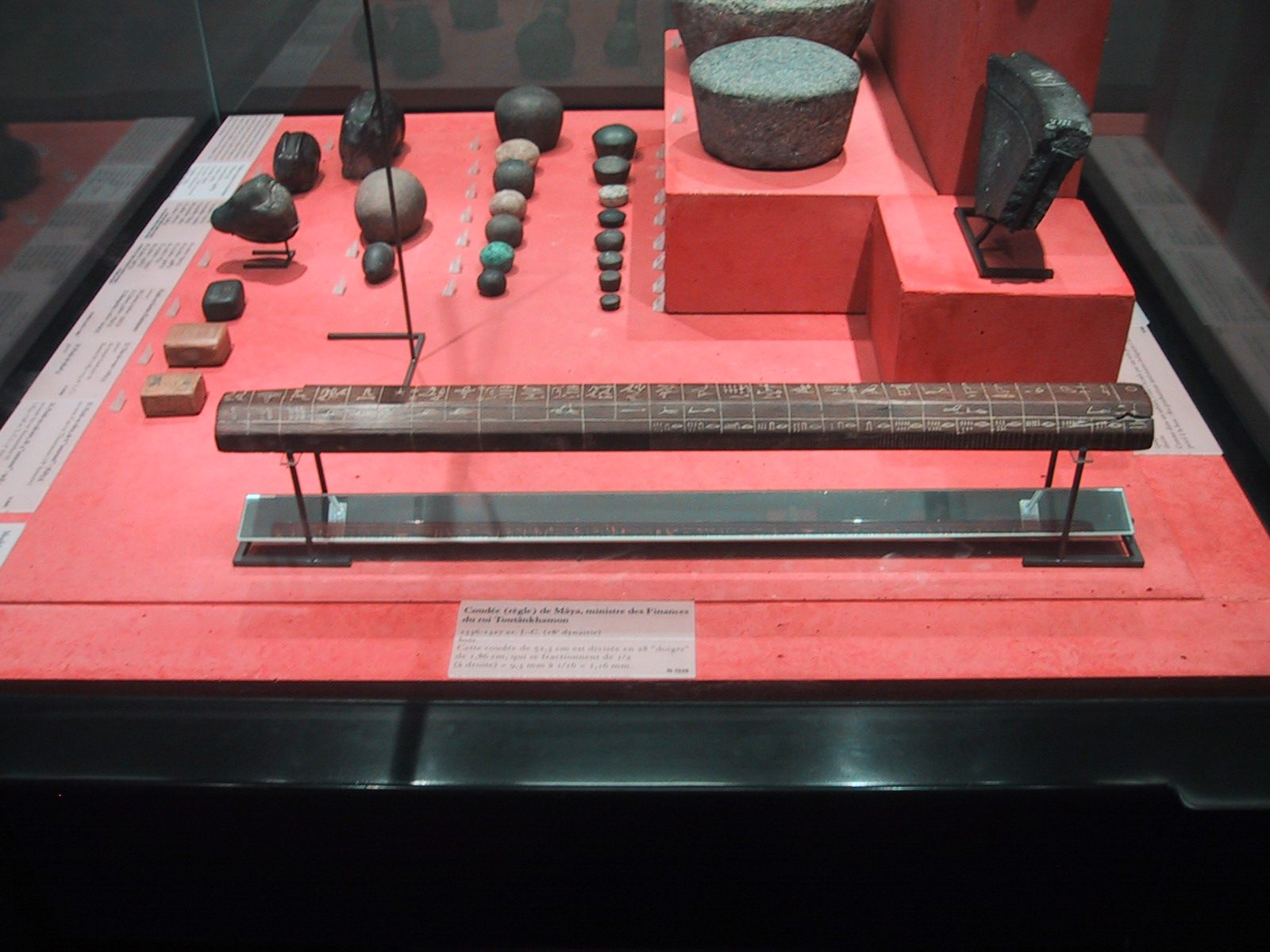
Pesos i mesures del Antic Egipte.
Colze egipci: meh. Segle aC, Louvre.

## Unitats de longitud
La principal unitat de mesura lineal es coneix com a Colze Reial i fa 523,5 mm de longitud, es subdividia en set pams de quatre  dits  cada un, donant 28  dits . Aquesta unitat de mesura s'ha utilitzat des de, almenys, 2700 a. C. Han perdurat molts exemplars de colze, alguns dels quals es van elaborar com a unitats de mesura cerimonials que es conservaven en els temples.
Cap a l'any 600 a. C., durant la dinastia XXVI, s'introdueix una important reforma per unificar diverses mitjanes. Desapareix el colze curt i s'instaura l'anomenat colze reformat, equivalent a l'antic colze real.
| \| \| | D50 |
|       |     |

|  |

| \| \| | D50 |
|       |     |

|  |

| SZP | p | N11 |

| SZP | p | N11 |

| D42 | G37 |

| D42 | G37 |

| M23 | t | D42 |

| M23 | t | D42 |

| M3 | X1 | * | Z1 |

| M3 | X1 | * | Z1 |

| M17 | X1 | D21 | G43 | N35B | N36 | N21 | * | Z1 |

| M17 | X1 | D21 | G43 | N35B | N36 | N21 | * | Z1 |

## Unitats de superfície
La unitat de superfície bàsica era el setat  (Arure en grec), equivalent a un quadrat 100 colzes de costat, és a dir, 10.000 colzes quadrats.
| S29 | V13 | V2 | X1 | O39 |

| S29 | V13 | V2 | X1 | O39 |

| D41 |

| D41 |

| Z9 |

| Z9 |

| G38 |

| G38 |

| M12 |

| M12 |

| D36 |

| D36 |

| V28 | G1 | X1 | N37 | M12 |

| V28 | G1 | X1 | N37 | M12 |

| M12 | N16 | Z1 | * | N23 |

| M12 | N16 | Z1 | * | N23 |

## Unitats de volum
La unitat de capacitat era el heqat, representat com l'Ull d'Horus. Era emprat per mesurar, fonamentalment, el blat i l'ordi; equivalia a uns 4,8 litres. El Henua o hin, és la unitat de volum que habitualment s'utilitzava per a la mesura de líquids com la cervesa, el vi, la llet o l'aigua; equivalia a uns 0,48 litres. Per mesurar líquids (de molt poc contingut) s'emprava el des i el Sech per a la cervesa; per al vi es feia servir el hebenet i per a l'encens el men i el hebenet.
| S38 | N29 | X1 | U9 |

| S38 | N29 | X1 | U9 |

| O4 | N35 | W24 | G43 | W22 |

| O4 | N35 | W24 | G43 | W22 |

| D21 |

| D21 |

| S38 | N29 | X1 | T14 | T14 | U9 |

| S38 | N29 | X1 | T14 | T14 | U9 |

| M17 | Q3 | X1 | U9 |

| M17 | Q3 | X1 | U9 |

| K4 | D21 | V19 |

| K4 | D21 | V19 |

| K4 | D21 | V19 |

| K4 | D21 | V19 |

| D12 |

| D12 |

## Unitats de pes
La unitat de pes fonamental era el deben (literalment: anell de metall), que equivalia a 13,6 grams durant l'Imperi Antic, 91 g des de l'Imperi Mitjà; en l'Imperi Nou, es divideix en deu qite, o qedety, d'aproximadament 9,1 g, que era la desena part d'un deben. El Shat (o anell) equivalia a mig deben. El pes inferior al kite s'expressava mitjançant fraccions.
El deben, normalment, equivalia a grams de coure, encara que el valor d'alguns productes podia aparèixer expressat en  deben  d'or o plata. Durant gran part de la història de Antic Egipte, s'estimava que un  deben  de plata equivalia a cent  deben  de coure.
| D46 | D58 | N35 | F46 |

| D46 | D58 | N35 | F46 |

| Aa28 | X1 | S106 |

| Aa28 | X1 | S106 |

|  |

## Unitats de temps
Al calendari egipci, l'any tenia 365 dies repartits en tres estacions de quatre mesos, més cinc dies  epagòmens . Cada mes tenia exactament trenta dies, repartits en tres degans. El dia es va dividir en 24 hora s, dotze diürnes més dotze nocturnes d'igual durada.
| M4 | X1 | Z1 |

| M4 | X1 | Z1 |

| M8 | Aa1 | * | X1 | N5 |

| M8 | Aa1 | * | X1 | N5 |

| O1 | D21 | X1 | N5 |

| O1 | D21 | X1 | N5 |

| N37 | N35 | N35 | N35 | N5 |

| N37 | N35 | N35 | N35 | N5 |

| N11 | N14 | D48 | N5 |

| N11 | N14 | D48 | N5 |

| O4 | D21 | G43 | N5 |

| O4 | D21 | G43 | N5 |

| E34 | N35 | W24 | X1 | N14 |

| E34 | N35 | W24 | X1 | N14 |

| G1 | X1 | Z5 | N5 |

| G1 | X1 | Z5 | N5 |

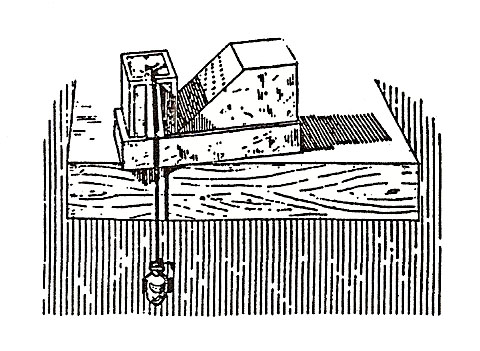
Rellotge de sol portàtil egipci.

Per mesurar i regular el temps, els egipcis van utilitzar el  setjat  (un rellotge de sol portàtil), el rellotge d'aigua (clepsidra) i el merjet per conèixer les hores nocturnes.